# ロッコ・パパレオ
ロッコ・アントニオ・パパレオ  （Rocco Antonio Papaleo、1958年8月16日 - ）は、イタリアの俳優、コメディアン、映画監督、脚本家である。

## 来歴
ラウリーアで生まれ、大学へ通うためにローマへと引っ越し、そこで演劇の世界に入っていった。
喜劇俳優やキャバレー俳優、映画や劇場の俳優、作家や音楽家、映画監督等、エンターテイメントのすべての分野に渡って、パパレオの活動は広がっている。
1985年にサルヴァトーレ・マッティアの演出によるSussurri rapidiにて劇場デビューを迎えた。映画ではアレッサンドロ・ダラトリによるSenza pelle(1994年)でデビューした。
また、フランチェスカ・アルキブージによるCon gli occhi chiusiや、レオナルド・ピエラッチョーニによるI laureati、パオロ・ヴィルツィによるFerie d'agosto、ジョヴァンニ・ヴェロネージによるIl barbiere di Rio、アントネッロ・ディ・レオによる短編映画Senza paroleなどにおいて、役者としての才能の真価が発揮されている。さらに1998年にはミケーレ・プラチドによる映画"Del perduto amore"とジュリオ・バーゼによる"La Bomba"にて主演を務めた。
その後も映画Viola bacia tutti、レオナルド・ピエラチオーニと共に、バルデッラ役としてIl paradiso all'improvvisoに出演した。またTi amo in tutte le lingue del mondoにはアンセルミ教授役で出演、最近の作品ではUna moglie bellissimaにてポモドーロ役で出演している。
テレビにおいては、純粋で欲のない伍長ロッコ・メローニ役でClasse di ferroに出演し、ジョセフ・サージェント監督のVola Sciusciùでリノ・バンフィと共演している。
1997年には、自身による作詞作曲にて、アルバムChe Non Si Sappia In GiroがRicordiよりリリースされた。

## おもなフィルモグラフィ

### 映画
- 1989 - "Il male oscuro" 監督 マリオ・モニチェリ
- 1995 - "I laureati" 監督 レオナルド・ピエラッチョーニ
- 1995 - "Ferie d'agosto" 監督 パオロ・ヴィルズィ
- 1996 - "Il barbiere di Rio" 監督 ジョヴァンニ・ヴェロネージ
- 1998 - "Del perduto amore" 監督 ミケーレ・プラチド
- 1998 - "Viola bacia tutti" 監督 ジョヴァンニ・ヴェロネージ
- 1999 - "La Bomba" 監督 ジュリオ・バーゼ
- 2000 - "Padre Pio - Tra cielo e terra" 監督 ジュリオ・バーゼ
- 2002 - "Il trasformista" 監督 ルカ・バルバレスキー
- 2003 - "Il paradiso all'improvviso" 監督 レオナルド・ピエラッチョーニ
- 2003 - "Il pranzo della domenica" 監督 カルロ・ヴァンツィーナ
- 2005 - "Ti amo in tutte le lingue del mondo" 監督 レオナルド・ピエラッチョーニ
- 2006 - "Commediasexi" 監督 アレッサンドロ・ダラトリ
- 2008 - "Non c'è più niente da fare" 監督 エマヌエーレ・バレッシ
- 2008 - "Una moglie bellissima"  監督 レオナルド・ピエラッチョーニ
- 2008 - "L'amore non basta" 監督 ステファノ・キャンティーニ
- 2009 - "アマルフィ 女神の報酬" 監督 西谷弘
- 2010 - "Basilicata Coast to Coast" 監督 ロッコ・パパレオ
- 2011 - "Che bella giornata" 監督 ジェンナーロ・ヌンツィアンテ
- 2011 - "Nessuno mi può giudicare" 監督 マッシミリアーノ・ブルーノ
- 2011 - "Finalmente la felicità" 監督 レオナルド・ピエラッチョーニ
- 2012 - "È nata una star?" 監督 ルチオ・ペレグリーニ
- 2012 - "Viva l'Italia" 監督 マッシミリアーノ・ブルーノ
- 2013 - "南部のささやかな商売" 監督 ロッコ・パパレオ
- 2014 - "Un boss in salotto" 監督 ルカ・ミニエロ
- 2016 - "どうってことないさ" 監督 エドアルド・レオ
- 2017 - "ザ・プレイス 運命の交差点" 監督 パオロ・ジェノヴェーゼ
- 2019 - "ほんとうのピノッキオ" 監督 マッテオ・ガローネ

### テレビ
- 1988-1990 - Classe di ferro" 監督 Bruno Corbucci
- 2004 - "Cuore contro cuore"

### 監督
- 2010 - "Basilicata coast to coast"
- 2013 - "南部のささやかな商売"
- 2016 - "Onda su onda"
- 2023 - "Scordato"